# Lysforurening
Lysforurening er en betegnelse for negative konsekvenser af "overskydende" eller "indtrængende" menneskeskabt lys. Nogle af disse konsekvenser er forringede muligheder for observationer af nattehimlen, spild af energi samt forstyrrelser i økosystemer. Dark sky park er et område uden lysforurening, som for eksempel er oprettet på Møn.
Lysforurening truer ikke flora og fauna på samme måde som luftforurening og vandforurening. Fænomenet kan bedre sammenlignes med støjforurening, idet effekten forsvinder i samme øjeblik man slukker lyset. Desuden er påvirkningen af flora og fauna af en anden karakter end den, der stammer fra f.eks. luft- og vandforurening. F.eks. mener nogle forskere, at lysforurening kan påvirke dyrs adfærdsmønster i en sådan grad, at det medfører alvorlige forstyrrelser i de økosystemer de er en del af.
Energispild som følge af lysforurening kan have ikke ubetydelige samfundsøkonomiske og miljømæssige konsekvenser, da spild af energi er spild af penge og udsætter miljøet for belastninger, der kunne være undgået.
Lysforurening skyldes først og fremmest uhensigtsmæssig (eller direkte forkert) anvendelse af lys og/eller dårligt designede lys armaturer. Derfor er det ret let at forhindre lysforurening, ved f.eks. at anvende den mængde lys der er behov for og ikke mere, ved at benytte gode armaturer, ved at bruge tænd- /slukure og lignende.

## Links
- www.lysforurening.dk/
- International Dark Sky Association (IDA)
- Danmarks Naturfredningsforenings side om forurening med lys og lyd (Webside ikke længere tilgængelig)
- Nederlandsk netsted: www.platformlichthinder